# Danielle Dorris
Danielle Dorris (Fredericton, 22 settembre 2002) è una nuotatrice paralimpica canadese.

## Carriera
Dorris ha rappresentato il Canada alle Paralimpiadi estive del 2020 di Tokyo dove ha vinto una medaglia d'argento nei 100 metri dorso casse S7 e una medaglia d'oro nei 50 metri farfalla classe S7 con un tempo record mondiale di 32,99.
Ha partecipato ai Campionati mondiali di nuoto paralimpico 2022 di Madeira conquistando una medaglia d'oro nei 50 metri farfalla e una medaglia d'argento nei 100 metri dorso classe S7. Anche nel 2023 ha preso parte ai Campionati mondiali di nuoto paralimpico vincendo 2 medaglie d'oro nei 50 metri farfalla e nei 100 metri dorso classe S7, una medaglia d'argento nei 100 metri dorso classe S7 e una medaglia di bronzo nei 200 metri individuali misto classe S7.

## Riconoscimenti
Dorris è stata una dei dodici destinatari della medaglia del 150º anniversario del Senato del Canada, istituita per celebrare la prima seduta dell'assise avvenuta il 6 novembre 1857, del 2018 nella provincia del New Brunswick. Ha ricevuto il premio per il suo contributo al nuoto paralimpico e come mentore per i bambini con disabilità.
Nel 2021 e nel 2023, Sport New Brunswick ha nominato Dorris "Atleta femminile dell'anno", assegnandole il Konika Minolta Sports Award.

## Palmarès

### Giochi paralimpici
| Anno | Manifestazione                 | Sede   | Evento                      | Risultato | Note |
| ---- | ------------------------------ | ------ | --------------------------- | --------- | ---- |
| 2021 | XVI Giochi paralimpici estivi  | Tokyo  | 50 metri farfalla classe S7 | Oro       |      |
| 2021 | XVI Giochi paralimpici estivi  | Tokyo  | 100 metri dorso classe S7   | Argento   |      |
| 2024 | XVII Giochi paralimpici estivi | Parigi | 50 metri farfalla classe S7 | Oro       |      |

### Mondiali
| Anno | Manifestazione               | Sede       | Evento                                | Risultato | Note |
| ---- | ---------------------------- | ---------- | ------------------------------------- | --------- | ---- |
| 2022 | Campionati mondiali di nuoto | Madeira    | 50 metri farfalla classe S7           | Oro       |      |
| 2022 | Campionati mondiali di nuoto | Madeira    | 100 metri dorso classe S7             | Argento   |      |
| 2023 | Campionati mondiali di nuoto | Manchester | 50 metri farfalla classe S7           | Oro       |      |
| 2023 | Campionati mondiali di nuoto | Manchester | 100 metri dorso classe S7             | Oro       |      |
| 2023 | Campionati mondiali di nuoto | Manchester | 50 metri stile libero classe S7       | Argento   |      |
| 2023 | Campionati mondiali di nuoto | Manchester | 200 metri misto individuale classe S7 | Bronzo    |      |